# Уэлком, Джорджи
Джо́рджи Уи́лсон Уэ́лком Ко́ллинс (англ. и исп. Georgie Wilson Welcome Collins; 9 марта 1985, Роатан) — гондурасский футболист, нападающий клуба «Бельмопан Бандитс». Выступал в сборной Гондураса.

## Карьера

### Клубная
Начал карьеру в команде второй гондурасской лиги «Арсенал». Проведя в клубе 4 сезона и сыграв 22 матча, показал высокую результативность — 18 мячей.
Ещё играя в «Арсенале», дебютировал в сборной Гондураса, чем привлёк к себе внимание более сильных гондурасских клубов. В 2008 году нападающий перешёл в «Мотагуа». В 2010 году нападающим заинтересовался шотландский «Рейнджерс», однако контракт подписан не был.

### Международная
Играл в олимпийской сборной Гондураса на преодолимпийском турнире КОНКАКАФ и забил единственный гол в финальном матче со сборной США.
Во взрослой сборной дебютировал 22 мая 2008 года в товарищеском матче с Белизом. В 2010 году был включён в заявку на чемпионат мира, заменив травмированного Карло Костли и трижды появился на поле, выходя на замену.